# Diócesis de Belice-Belmopán
La diócesis de Belice-Belmopán (en latín: Dioecesis Belizepolitana-Belmopana y en inglés: Roman Catholic Diocese of Belize City–Belmopan) es una circunscripción eclesiástica de la Iglesia católica en Belice. Se trata de una diócesis latina, sufragánea de la arquidiócesis de Kingston en Jamaica. Desde el 1 de enero de 2024 es sede vacante y su administrador diocesano es el presbítero Jordan Gongora.

## Territorio y organización
La diócesis tiene 22 963 km² y extiende su jurisdicción sobre los fieles católicos de rito latino residentes en Belice.
La sede de la diócesis se encuentra en la Ciudad de Belice, en donde se halla la Catedral del Santo Redentor. En Belmopán se encuentra la Concatedral de Nuestra Señora de Guadalupe.
En 2023 en la diócesis existían 13 parroquias.

## Historia

### Prefectura apostólica
La prefectura apostólica de Honduras Británica (nombre que tenía Belice antes de su independencia) fue erigida el 10 de junio de 1888 desmembrando territorio del vicariato apostólico de Jamaica (hoy arquidiócesis de Kingston en Jamaica).

### Vicariato apostólico
El 3 de enero de 1893 la prefectura apostólica fue elevada a vicariato apostólico mediante el breve Ex hac Beati Petri del papa León XIII.
El 15 de diciembre de 1925 tomó el nombre de vicariato apostólico de Belice.

### Diócesis
El 29 de febrero de 1956 el vicariato apostólico fue elevado a diócesis mediante la bula Cum Christus del papa Pío XII. Originalmente, la diócesis estaba sujeta directamente a la Santa Sede; hacia finales de la década de 1960, pasó a formar parte de la provincia eclesiástica de Kingston en Jamaica.
El 21 de septiembre de 1981 Belice obtuvo su independencia del Reino Unido y el 31 de diciembre de 1983 la diócesis tomó su nombre actual.

## Estadísticas
Según el Anuario Pontificio 2024 la diócesis tenía a fines de 2023 un total de 171 000 fieles bautizados.
| Año                                                                             | Población            | Población | Población      | Sacerdotes | Sacerdotes    | Sacerdotes    | Bautizados por sacerdote | Diáconos permanentes | Religiosos | Religiosos | Parroquias |
| Año                                                                             | Bautizados católicos | Total     | % de católicos | Total      | Clero secular | Clero regular | Bautizados por sacerdote | Diáconos permanentes | Varones    | Mujeres    | Parroquias |
| ------------------------------------------------------------------------------- | -------------------- | --------- | -------------- | ---------- | ------------- | ------------- | ------------------------ | -------------------- | ---------- | ---------- | ---------- |
| 1948                                                                            | 35 263               | 59 220    | 59.5           | 28         | 4             | 24            | 1259                     |                      | 18         | 96         | 9          |
| 1959                                                                            | 53 000               | 88 000    | 60.2           | 31         | 3             | 28            | 1709                     |                      | 28         | 116        | 10         |
| 1966                                                                            | 70 000               | 109 303   | 64.0           | 33         | 8             | 25            | 2121                     |                      | 30         | 125        | 10         |
| 1970                                                                            | 74 500               | 119 645   | 62.3           | 36         | 8             | 28            | 2069                     |                      | 36         | 99         | 12         |
| 1976                                                                            | 85 000               | 140 000   | 60.7           | 41         | 12            | 29            | 2073                     |                      | 38         | 86         | 12         |
| 1980                                                                            | 93 000               | 155 100   | 60.0           | 38         | 9             | 29            | 2447                     | 1                    | 39         | 80         | 12         |
| 1990                                                                            | 115 650              | 185 725   | 62.3           | 42         | 13            | 29            | 2753                     | 1                    | 35         | 81         | 13         |
| 1999                                                                            | 132 940              | 230 000   | 57.8           | 42         | 16            | 26            | 3165                     | 1                    | 36         | 68         | 13         |
| 2000                                                                            | 132 940              | 230 000   | 57.8           | 43         | 17            | 26            | 3091                     | 1                    | 34         | 47         | 13         |
| 2001                                                                            | 132 940              | 249 800   | 53.2           | 43         | 16            | 27            | 3091                     | 1                    | 33         | 59         | 13         |
| 2002                                                                            | 132 940              | 249 800   | 53.2           | 40         | 18            | 22            | 3323                     | 3                    | 32         | 61         | 13         |
| 2003                                                                            | 132 940              | 265 200   | 50.1           | 47         | 28            | 19            | 2828                     | 2                    | 27         | 60         | 13         |
| 2004                                                                            | 208 949              | 273 700   | 76.3           | 31         | 16            | 15            | 6740                     |                      | 18         | 57         | 13         |
| 2006                                                                            | 218 938              | 287 730   | 76.1           | 30         | 17            | 13            | 7297                     | 5                    | 16         | 49         | 13         |
| 2012                                                                            | 157 573              | 318 986   | 49.4           | 37         | 13            | 24            | 4258                     | 4                    | 29         | 52         | 14         |
| 2015                                                                            | 164 019              | 360 838   | 45.5           | 36         | 9             | 27            | 4556                     | 3                    | 31         | 49         | 12         |
| 2018                                                                            | 150 250              | 374 681   | 40.1           | 38         | 5             | 33            | 3953                     | 2                    | 45         | 59         | 13         |
| 2020                                                                            | 157 840              | 394 370   | 40.0           | 38         | 5             | 33            | 4153                     | 2                    | 45         | 59         | 13         |
| 2022                                                                            | 166 500              | 416 000   | 40.0           | 38         | 5             | 33            | 4381                     | 2                    | 45         | 59         | 13         |
| 2023                                                                            | 171 000              | 427 000   | 40.0           | 38         | 5             | 33            | 4500                     | 2                    | 45         | 59         | 13         |
| Fuente: Catholic-Hierarchy, que a su vez toma los datos del Anuario Pontificio. |                      |           |                |            |               |               |                          |                      |            |            |            |

## Episcopologio
- Salvatore di Pietro, S.I. † (10 de junio de 1888-23 de agosto de 1898 falleció)
- Frederick Charles Hopkins, S.I. † (17 de agosto de 1899-10 de abril de 1923 falleció)
- Joseph Aloysius Murphy, S.I. † (11 de diciembre de 1923-16 de julio de 1938 renunció)
- William Aloysius Rice, S.I. † (19 de noviembre de 1938-28 de febrero de 1946 falleció)
  - Sede vacante (1946-1948)
- David Francis Hickey, S.I. † (10 de junio de 1948-1 de agosto de 1957 renunció[nota 1])
- Robert Louis Hodapp, S.I. † (2 de marzo de 1958-11 de noviembre de 1983 renunció)
- Osmond Peter Martin † (11 de noviembre de 1983-18 de noviembre de 2006 retirado)
- Dorick McGowan Wright † (18 de noviembre de 2006-26 de enero de 2017 renunció)
- Lawrence Sydney Nicasio † (26 de enero de 2017-1 de enero de 2024 falleció)